# 电脑报
《电脑报》是中国大陆的中文週報，由陳宗周于1992年1月3日創辦，內容以电脑及其相關訊息為主。

## 歷史
陈宗周在升中學時，由於是右派子女而輟學工作。1978年恢复高考時，30歲的陈宗周仍因為出身無法進入大學，轉而自學大學的電子工程課程。1982年，陈宗周就職於《科学爱好者》雜誌（後改名《课堂内外》）。1987年陈宗周被時任重慶市科协的陈登凡部长調任重慶市计算机普及中心工作。同年，鄧小平視察上海學生的计算机課外活動，提出「计算机的普及应该从娃娃作起」的口號，陈宗周受此影響萌生出創辦科普计算机的刊物《中学生电脑报》的念頭。1988年，陈宗周開始展開市場調研，他從日本的《ASCID》杂志啟發，打算擴大雜誌的受眾，刊物改名《电脑报》從面向學生的科普刊物改為「面向办公室、学校、家庭的普及性计算机报」。
刊物的啟動資金是陈宗周及同事開培训班賺來的2萬人民幣，1991年《电脑报》以重慶市「内部刊号」方式試刊。1992年1月3日，刊物獲得新闻出版署批准在中國大陸全國發行的刊號，首刊為四開四版。從試刊到正式全國發行，《电脑报》獲得各方的幫助，時任国防科工委主任的聂荣臻為刊物題寫了報名，作家马识途給試刊投稿，重庆市科学技术协会和西南师范大学计算机学院也有協助，科學家周光召和朱高峰擔任刊物顧問。
1993年1月，《电脑报》推出第一套年度合订本《电脑报1992年合订本》，自此每年初出版《电脑报合订本》成為常態。1994年1月首刊開始採用了彩色印刷。1997年2月《电脑报》開設官方網站CPCW。1999年3月首次發行數位版合订本《电脑报1998合订本配套光盘》。1999年10月，CPCW網站和国际数据集团合資成立天极网。2004年7月，重庆电脑报集团和香港TOM集团成立合資公司「重庆电脑报经营公司」，陈宗周出任新公司總經理。
2006年5月，《电脑报》成立网络事业部。2007年8月，CPCW改名「数动连线」，2008年6月啟用新域名shudoo，2010年8月域名改為icpcw，網站名改為「瓢虫网」。2011年3月《电脑报》成立SNS事业部，在微博等平台發展業務。2012年5月瓢虫网改名「电脑报在线」，官方也在iOS和Android和塞班上推出手機應用。2016年SNS事业部改組為新媒体事业部。

## 銷量
週報最高的單期銷量為70萬份，1994年1月單期發行量超過10萬份，1998年1月單期發行量超過50萬份，2002年1月單期發行量超過70萬份。合订本總銷量到2023年超過3000萬冊，其中《电脑报1995年合订本》首發銷量超過50萬份，為該年「年度最畅销科技图书」。电脑报融媒体全部訂閱用戶超過1000萬人。